# Condado de Cherokee (Oklahoma)
El condado de Cherokee (en inglés: Cherokee County), fundado en 1907 y que recibe su nombre de los nativo americanos cherokee, es un condado del estado estadounidense de Oklahoma. En el año 2000 tenía una población de 42.251 habitantes con una densidad de población de 22 personas por km². La sede del condado es Tahlequah.

## Geografía
Según la oficina del censo el condado tiene una superficie total de 2010 km² (776,1 mi²), de los que 1945 km² (751 mi²) son tierra y 65 km² (25,1 mi²) (3,27%) son agua.

### Condados adyacentes
- Condado de Delaware - norte
- Condado de Adair - este
- Condado de Sequoyah - sur
- Condado de Muskogee - suroeste
- Condado de Wagoner - oeste
- Condado de Mayes - noroeste

### Principales carreteras y autopistas
- U.S. Autopista 62
- Autopista estatal 10
- Autopista estatal 51
- Autopista estatal 82

## Demografía
Según el censo del 2000 la renta per cápita media de los habitantes del condado era de 26.536 dólares y el ingreso medio de una familia era de 32.369 dólares. En el año 2000 los hombres tenían unos ingresos anuales 25.993 dólares frente a los 21.048 dólares que percibían las mujeres. El ingreso por habitante era de 13.436 dólares y alrededor de un 22,90% de la población estaba bajo el umbral de pobreza nacional.

## Ciudades y pueblos
Los principales son:
- Tahlequah
- Fort Gibson
- Hulbert
- Oaks